# Svenska Cellulosa AB SCA
Svenska Cellulosa Aktiebolaget SCA är ett Sverigebaserat företag som tillverkar pappersmassa, förpackningspapper, sågade trävaror och pellets. Mellan 1975 och 2017 tillverkade det också hygienprodukter. År 2017 delades företaget i två börsnoterade bolag: Essity med mjukpapper och hygienprodukter samt skog- och skogsindustriföretaget SCA.

## Historik
Svenska Cellulosa AB bildades 1929 som ett holdingbolag av Ivar Kreuger, som samlade Munksund AB, Holmsunds AB, de så kallade Sundsvallsbolagen och Kramfors AB. Efter Kreugerkraschen 1932 blev Svenska Handelsbanken ny huvudägare. Samma år invigdes Östrands massafabrik. 
År 1954 fusionerades de ingående bolagen och 1958 stod Ortvikens pappersbruk i Sundsvall klart. På 1960-talet började SCA satsa stort på förpackningstillverkning, bland annat genom den första kraftlinermaskinen 1961. SCA började nu tillverka wellpapp.
År 1975 köptes Mölnlycke AB, som tillverkade mjukpapper, blöjor, menstruationsskydd och inkontinensprodukter. År 1995 köptes aktiemajoriteten i Papierwerke Waldhof-Aschaffenburg (PWA) i Tyskland och SCA blev en av Europas största tillverkare av hygienprodukter.
År 2001 köptes Georgia-Pacific Tissue och Tuscarora i USA. År 2007 köpte SCA en minoritetspost i det kinesiska hygienbolaget Vinda. I november 2013 meddelade SCA att man ökat ägandet till 59 procent. I oktober 2015 valde SCA att integrera sin hygienverksamhet i Sydostasien in i Vinda.
I augusti 2015 meddelades att SCA avsåg att öka kapaciteten av blekt sulfatmassa vid Östrand  från cirka 430 000 ton till cirka 900 000 ton för cirka 7,8 miljarder SEK.
I oktober 2015 köpte SCA det amerikanska mjukpappersbolaget Wausau Paper Corp. för 4,2 miljarder kronor.
I augusti 2016 meddelade bolaget att det avsåg att dela upp SCA i två börsnoterade bolag. Uppdelning skedde under 2017, med bildande av mjukpappers- och hygienproduktföretaget Essity AB, vilket också börsintroducerades
Hösten 2021 offentliggjorde St1 och SCA sitt hälftenägda joint ventures St1 Gothenburg Biorefinery AB och SCA Östrand Biorefinery. Bioraffinaderiet i Göteborg producerar biobränsle från tallolja från SCA och andra förnybara råvaror.

## Verksamhet
SCA:s verksamheter finns inom fem affärsområden: Skog, Trä, Containerboard, Massa och Förnybar energi.

### Tillverkningsenheter i Sverige
SCA:s verksamheter 2024:
- Bollsta sågverk i Bollstabruk
- Gällö sågverk i Gällö

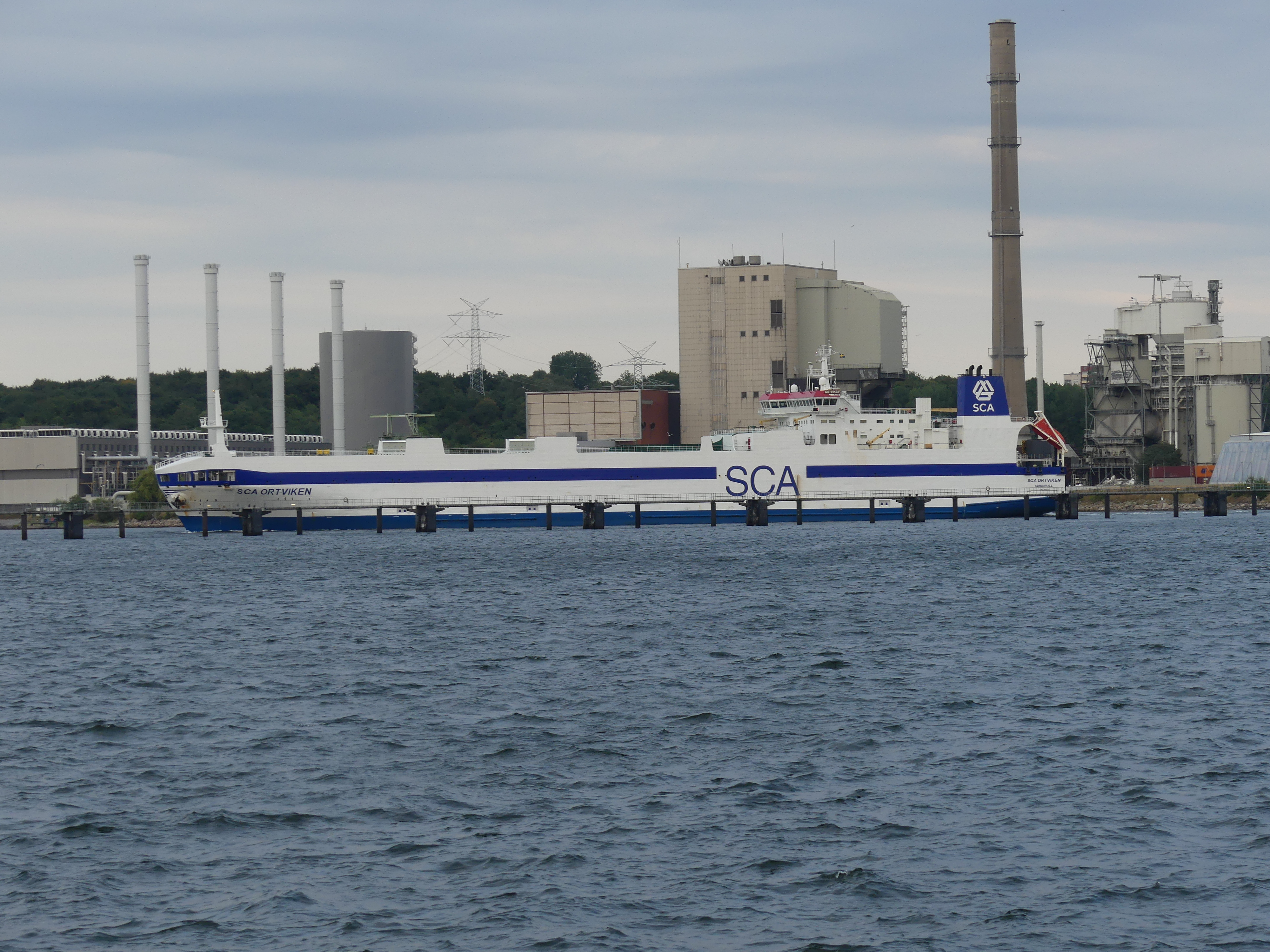
SCA Ortviken, 2022.

- Fabrik för tillverkning av träpellets i Härnösand
- Munksunds pappersbruk i Munksund, tillverkning av förpackningspapper/kraftliner
- Munksunds sågverk i Munksund
- Obbola pappersbruk i Obbola, tillverkning av förpackningspapper/kraftliner
- Ortvikens massafabrik i Sundsvall, kemiskt förbehandlad termomekanisk massa (CTMP)
- Rundviks sågverk i Rundvik
- Fabrik för träförädling och pelletstillverkning i Stugun
- Östrands massafabrik i Timrå kommun
- Tunadals sågverk i Tunadal

Hyvlerierna i Tunadal, Stugun och Bollsta är del av SCA Wood Scandinavia.

### Verksamhet i andra länder
SCA har verksamhet i flera länder. Belägna nära egna skogar i norra Sverige, ligger SCA Woods sågverk och hyvlerier som tillhandahåller träprodukter till globala marknader. Ca 950 anställda över fem sågverk och två hyvlerier möjliggör leveranser av virke till Europa, Nordafrika, Nordamerika, samt delar av Asien och MENA-regionen. Pappersmassa har ett säljnätverk i Europa och Nordamerika. Containerboard har säljansvariga i Europa. SCA finns i Nederländerna och Tyskland inom logistik samt i Baltikum inom området Skog. Bolaget har ingen verksamhet i Ryssland eller Ukraina. 

### Skogsinnehav
SCA är Europas största privata ägare av skogsmark och förvaltar totalt omkring 2,6 miljoner hektar i norra Sverige, varav två miljoner hektar produktiv skogsmark, vilket motsvarar uppemot nio procent av Sveriges totala produktiva skogsmark. Företaget har även skogar i Estland, Lettland och Litauen, som ansvarar för skötsel av de egna skogarna, avverkning och inköp av virke för att kunna förse SCA:s industrier med råvara. SCA använder sin skog för att producera träbaserade produkter som sågade trävaror, pappersmassa och förpackningspapper (kraftliner). Företaget äger vindkraftverk och producerar fasta och flytande biobränslen av sina biprodukter. Företaget tillhandahåller även tjänster för skogsägare samt transportlösningar.

## Storlek
SCA har ungefär 3 450 anställda och omsatte 2024 omkring 20 miljarder kronor. Börsvärdet uppgår till ca 95 miljarder kronor (2024).

## Företagsledning

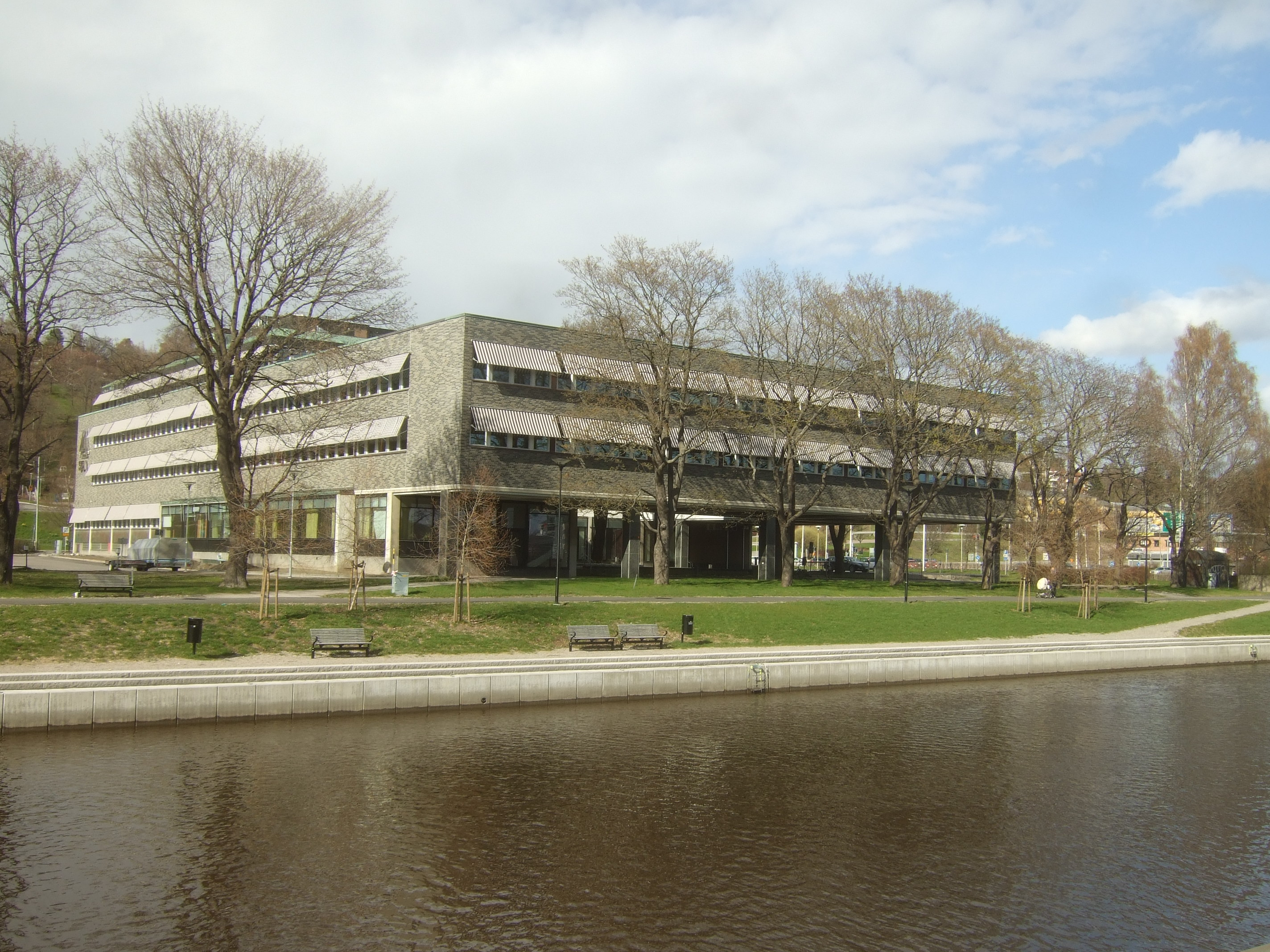
SCA:s kontor i Sundsvall, 2012.

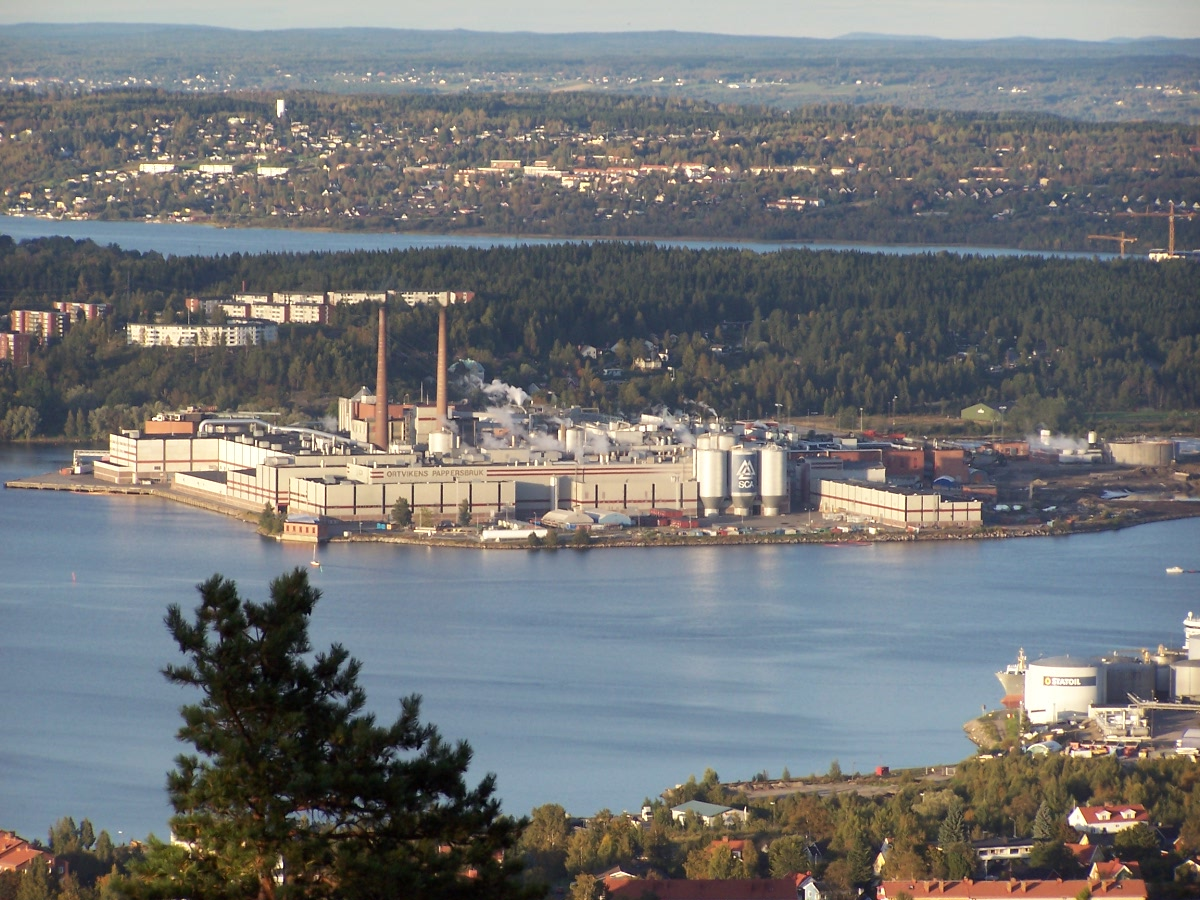
Ortvikens massafabrik i Sundsvall, 2005.

Helena Stjernholm är styrelseordförande sedan våren 2024, då hon efterträdde Pär Boman, och från delningen i juni 2017 är Ulf Larsson verkställande direktör.
Bolagets huvudkontor flyttades på 1990-talet från Sundsvall till Stockholm. I samband med delningen i juni 2017 flyttades huvudkontoret tillbaka till Sundsvall. Bolagets aktier är noterade på Stockholmsbörsen.

### Verkställande direktörer
- Torsten Hèrnod, 1929–1947
- Gustaf Göranson, 1947–1950
- Axel Enström, 1950–1960
- Eije Mossberg, 1960–1972
- Bo Rydin, 1972–1988
- Sverker Martin-Löf, 1988–2002
- Jan Åström, 2002–2007
- Jan Johansson, 2007–2015
- Magnus Groth, 2015-2017
- Ulf Larsson, 2017–nutid

### Ägare
SCA:s största ägare är Industrivärden, med ett kapital motsvarande 10,3 procent och 29,3 procent av rösterna. Norges Centralbank äger sedan 2011 drygt sju procent av SCA. Ur ett historiskt perspektiv har SCA tillsammans med bland andra Sandvik AB, Skanska och Industrivärden ingått i Handelsbankssfären, vars korsägande började lösas upp 2015.

## Samarbete med högskolor och universitet

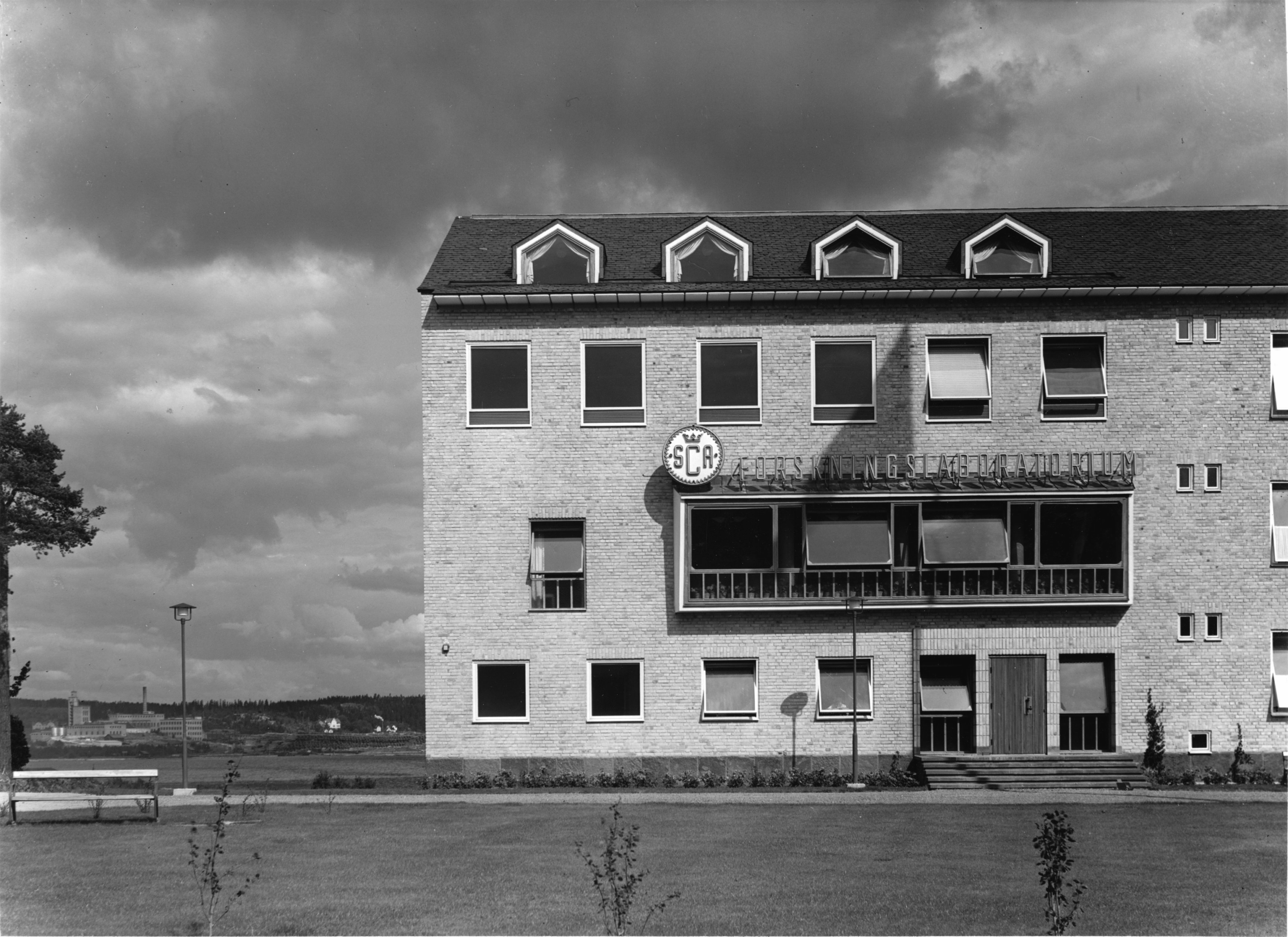
Äldre foto från SCA Forskningslaboratorium i Sundsvall byggt 1945–46.

SCA R&D Centre ligger på campusområdet Åkroken i Sundsvall. Ett omfattande forskningssamarbete symboliseras av en inglasad gångbro mellan SCA R&D Centre och Mittuniversitetets skogsindustriella forskningscenter Fibre Science and Communication Network (FSCN), grundat 1999.